# Bottnalösen (Tiveds socken, Västergötland, 652544-143024)
Bottnalösen är en sjö i Laxå kommun i Västergötland och ingår i Norrströms huvudavrinningsområde.